# Ágústa Eva Erlendsdóttir
Ágústa Eva Erlendsdóttir (* 28. Juli 1982 in Reykjavík) ist eine isländische Schauspielerin und Sängerin.

## Leben
Ágústa Eva Erlendsdóttir wuchs in einer mittelständischen Familie auf Island auf. Sie besuchte die Schule bis zur 11. Klasse. Ab 2005 wurde sie durch die Rolle der Sängerin Silvía Nótt (oder auch Silvía Night, Silvia Night oder Sylvia Night; Nótt und Night = dt. „Nacht“) in einer Comedyshow im isländischen Fernsehen bekannt. Charakteristisch für die Rolle sind ihre präzise inszenierten „Larger than Life“-Auftritte, sowie der Drang zur spektakulären Selbstdarstellung, der sich zum Beispiel in auffälligen Kleidung und Make-up widerspiegelt. Die Sendung und insbesondere Silvia Night erlangten auf der Insel schnell Kultstatus. Als Silvía Nótt veröffentlichte sie zudem ein Soloalbum unter dem englischen Titel Goldmine.
2006 nahm Ágústa beim isländischen Vorentscheid zum Eurovision Song Contest teil und gewann mit großem Abstand zu ihren Konkurrenten als Silvia Night mit dem Song Til hamingju Ísland („dt. Glückwunsch Island“). Der Titel wurde von ihr beim Wettbewerb anschließend auf Englisch unter dem Titel Congratulations (dt. „Glückwunsch“) gesungen. Sie erreichte nicht das große Finale, sondern schied im Semifinale auf Platz 13 aus. Während ihres Auftritts erntete sie Pfiffe und Buhrufe, da ihre gespielte Überheblichkeit bei vielen im Publikum nicht gut ankam und sie während einer Pressekonferenz die Griechen, die den ESC damals austrugen, beleidigt hatte.
Ebenfalls im Jahr 2006 stand sie in Der Tote aus Nordermoor (orig. Mýrin), einer isländischen Filmproduktion unter der Regie von Baltasar Kormákur, vor der Kamera. Die Vorlage lieferte der Kriminalroman von Arnaldur Indriðason. In dem preisgekrönten Film spielt sie die drogenabhängige und obdachlose Tochter des Protagonisten Kommissar Erlendur (gespielt von Ingvar Eggert Sigurðsson). Sie ist seither in verschiedenen isländischen Film- und Serienproduktionen zu sehen.
In der norwegischen Krimi-/Science-Fiction-Serie Beforeigners (2019) spielt sie die Schildmaid Urd.

## Filmografie
- 2006: Der Tote aus Nordermoor (Mýrin)
- 2008: Sveitabrúðkaup
- 2009: Góða ferð
- 2009: Bjarnfreðarson
- 2017: I Remember You
- 2019: Beforeigners – Mörderische Zeiten (Beforeigners, Fernsehserie)